# Atyphopsis roseiceps
Atyphopsis roseiceps là một loài bướm đêm thuộc phân họ Arctiinae, họ Erebidae.